# Рыгалувка
Рыгалу́вка (бел. Рыгалаўка, пол. Rygałówka) — деревня в Польше. Расположена в гмине Липск Августовского повета Подляского воеводства, недалеко от государственной границы с Республикой Беларусь.

## История
В 1974—1998 годах деревня административно входила в состав Сувалкского воеводства.

## Достопримечательности
Православная церковь, которая ныне является приходским римско-католическим костёлом.